# Харачой (река)
Харачой (Харач, Хорочой) — река в России, протекает в Чечне и Дагестане. Левый приток реки Хулхулау.
Высота истока — 2201 м над уровнем моря. Высота устья — 967 м над уровнем моря.

## География
Река Харачой берёт начало в Ботлихском районе Дагестана на склоне хребта Керкет у перевала Харами. Течёт на север по территории Веденского района Чечни. Устье реки находится у села Харачой в 51 км по левому берегу реки Хулхулау. Длина реки составляет 13 км, площадь водосборного бассейна — 53 км².

## Данные водного реестра
По данным государственного водного реестра России относится к Западно-Каспийскому бассейновому округу, водохозяйственный участок реки — Сунжа от впадения реки Аргун и до устья. Речной бассейн реки — Реки бассейна Каспийского моря междуречья Терека и Волги.
Код объекта в государственном водном реестре — 07020001312108200006340.